# Le Spectre et le Fantôme
Le Spectre et le Fantôme est un tableau réalisé par le peintre espagnol Salvador Dalí vers 1934. 
L'œuvre est conservée au musée des Beaux-Arts de Nakanoshima, à Osaka, au Japon.

## Description
Cette huile sur toile de format vertical est un paysage surréaliste qui représente un désert menacé par une tempête de sable, avec au premier plan à gauche une aiguille rocheuse devant un mur en briques, et plus loin au centre une femme aperçue de dos, assise dans une flaque.
Dans le nuage qui domine la composition, il est possible de reconnaître deux figures énigmatiques, celle d'un homme et celle d'un chien.

## Critique
« Dans cet impressionnant tableau, Dalí semble indiquer qu'une tempête s'approche de l'Europe, qu'une force surgie des profondeurs, inconnue, menaçante, s'apprête à tout balayer. ».

## Provenance
L'œuvre a été acquise en 1934 par Charles de Noailles auprès de Pierre Colle à l'occasion d'un échange avec deux autres toiles de Salvador Dalí, Le Sphinx de verre, gagné à la loterie en 1933, et Le Tureen, payé 3 000 francs,.